# Fantasy Intimate Edition
Fantasy Intimate Edition è un profumo dell'azienda Parfums Elizabeth Arden firmato da Britney Spears. Uscito nel 2015, si tratta di una delle tante rivisitazioni del secondo profumo della cantante. Il suo nome è ispirato alla collezione di lingerie creata da Britney Spears.
Il Fantasy Intimate Edition, appartenente alla linea Fantasy, è caratterizzato da una profumazione molto dolce, ma risulta meno forte rispetto all'originale. L'apertura è agrumata, per poi lasciare spazio ad un cuore di fiori bianchi.
Le recensioni da parte della critica sono state perlopiù positive.